# Maison Herbert Johnson (Wingspread)
Pour les articles homonymes, voir Johnson et House.
Herbert Johnson House ou Wingspread (ailes déployées, en anglais) est une villa de style moderne-usonia-organique-Prairie School, construite en 1939 par l'architecte américain Frank Lloyd Wright (1867-1959), à Wind Point dans le Wisconsin aux États-Unis. Elle est inscrite Registre national des lieux historiques depuis 1975, et National Historic Landmark depuis 1989.

## Historique
Frank Lloyd Wright construit cette villa entre 1938 et 1939 (supervisée par son employé John Lautner) pour son client Herbert Fisk Johnson Jr. (en) (alors président héritier de l'industrie américaine S. C. Johnson, pour qui il a déjà construit le siège de la Johnson Wax de Racine (Wisconsin), entre 1936 et 1939),.  

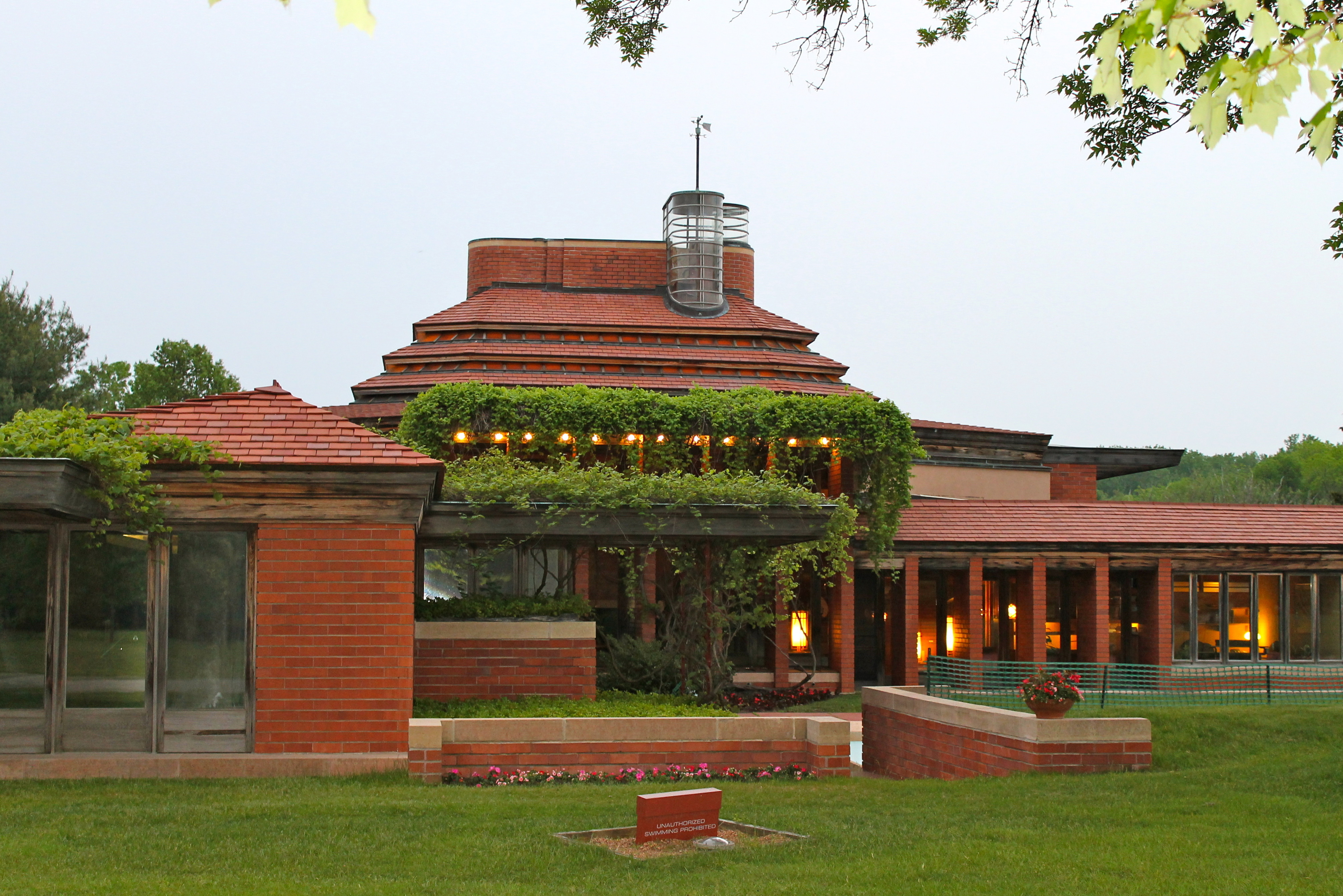
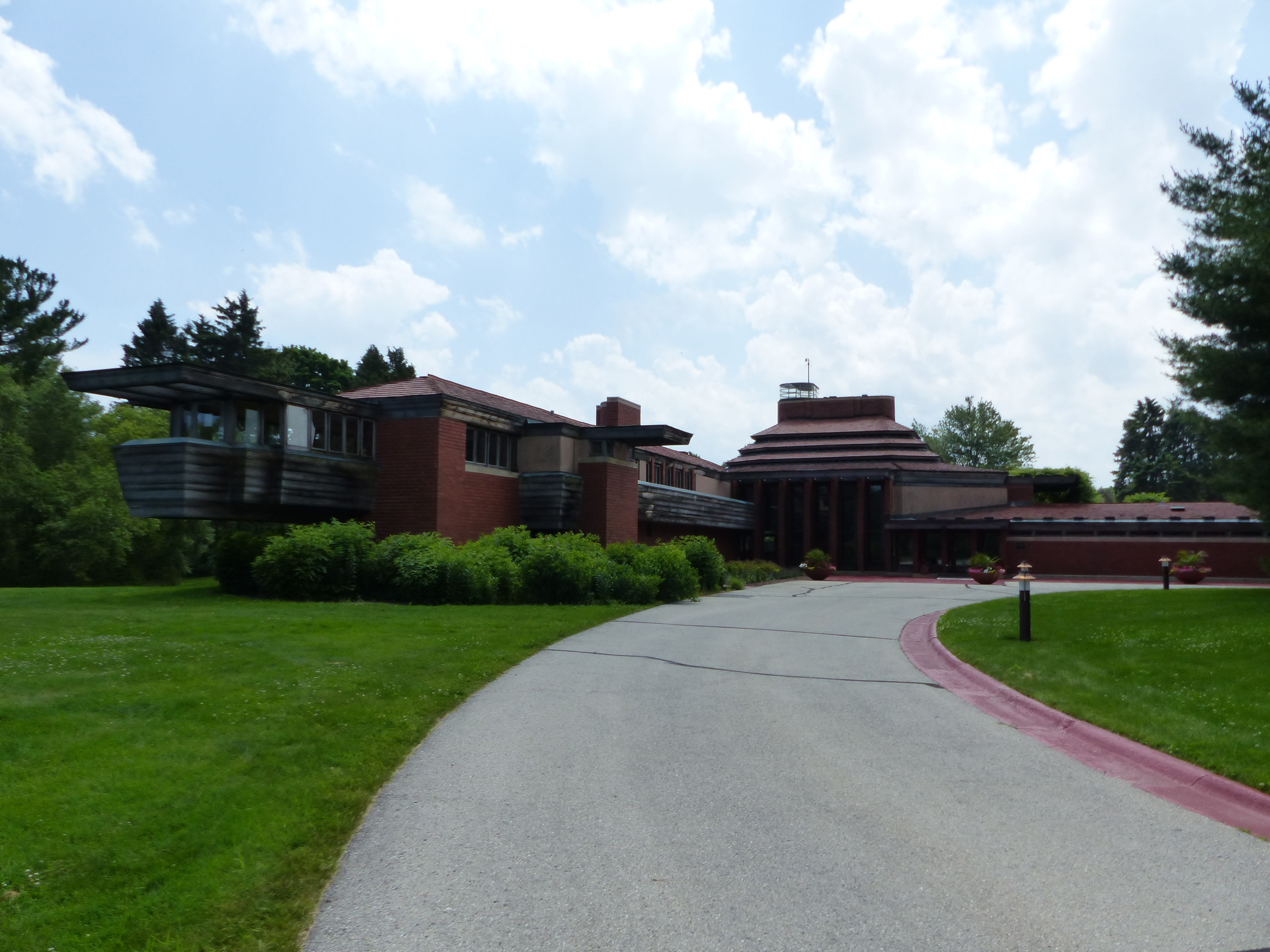
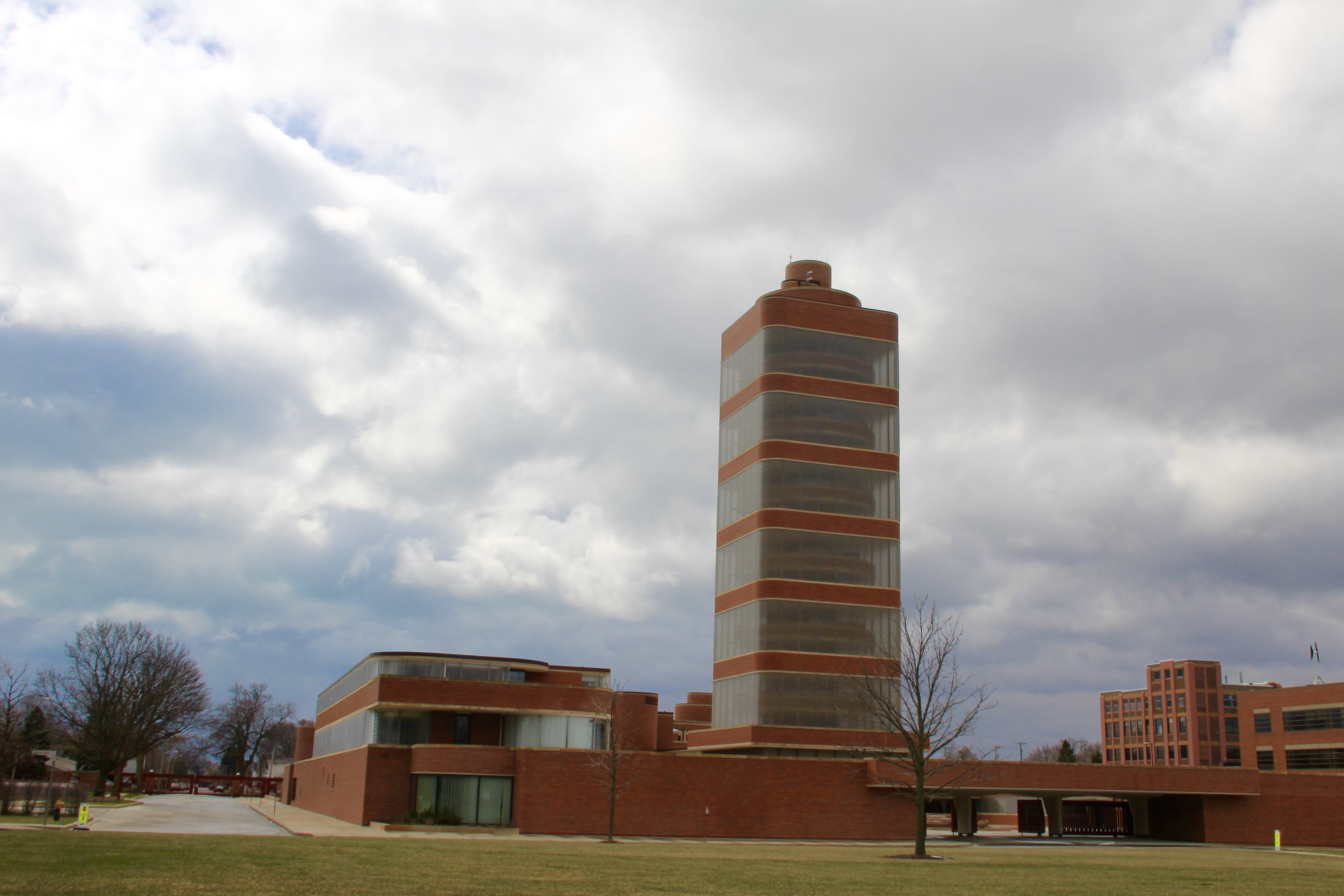
Siège de la Johnson Wax

Cette vaste demeure de 1 300 m² est construite sur un terrain arboré de 14 hectares, à 10 km au nord du siège de la Johnson Wax de Racine, sur les rives du lac Michigan, près du phare de Wind Point, entre Milwaukee et Chicago, à 100 km à l'ouest du cabinet d'architecte d'été Taliesin East de Frank Lloyd Wright.

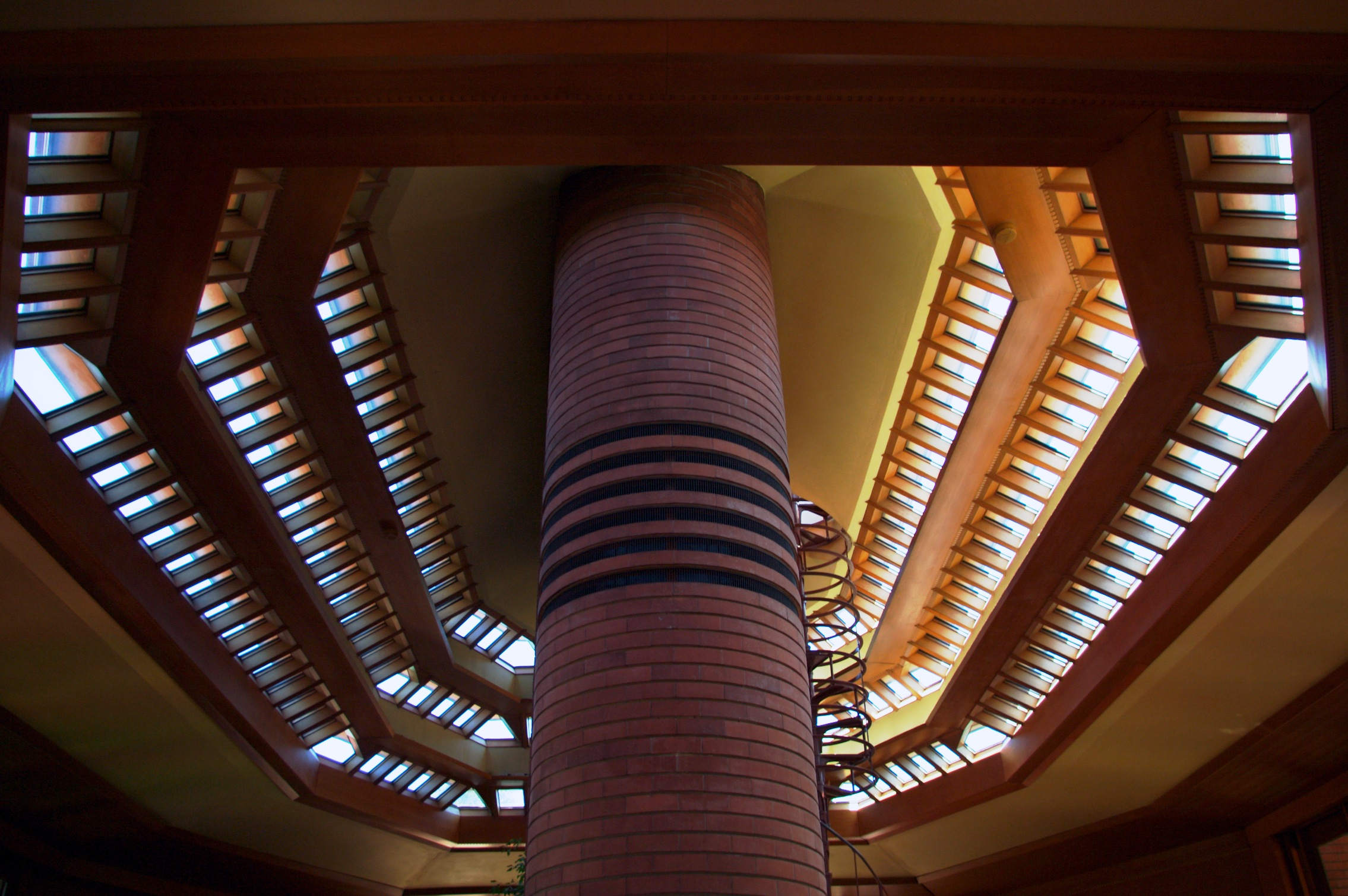
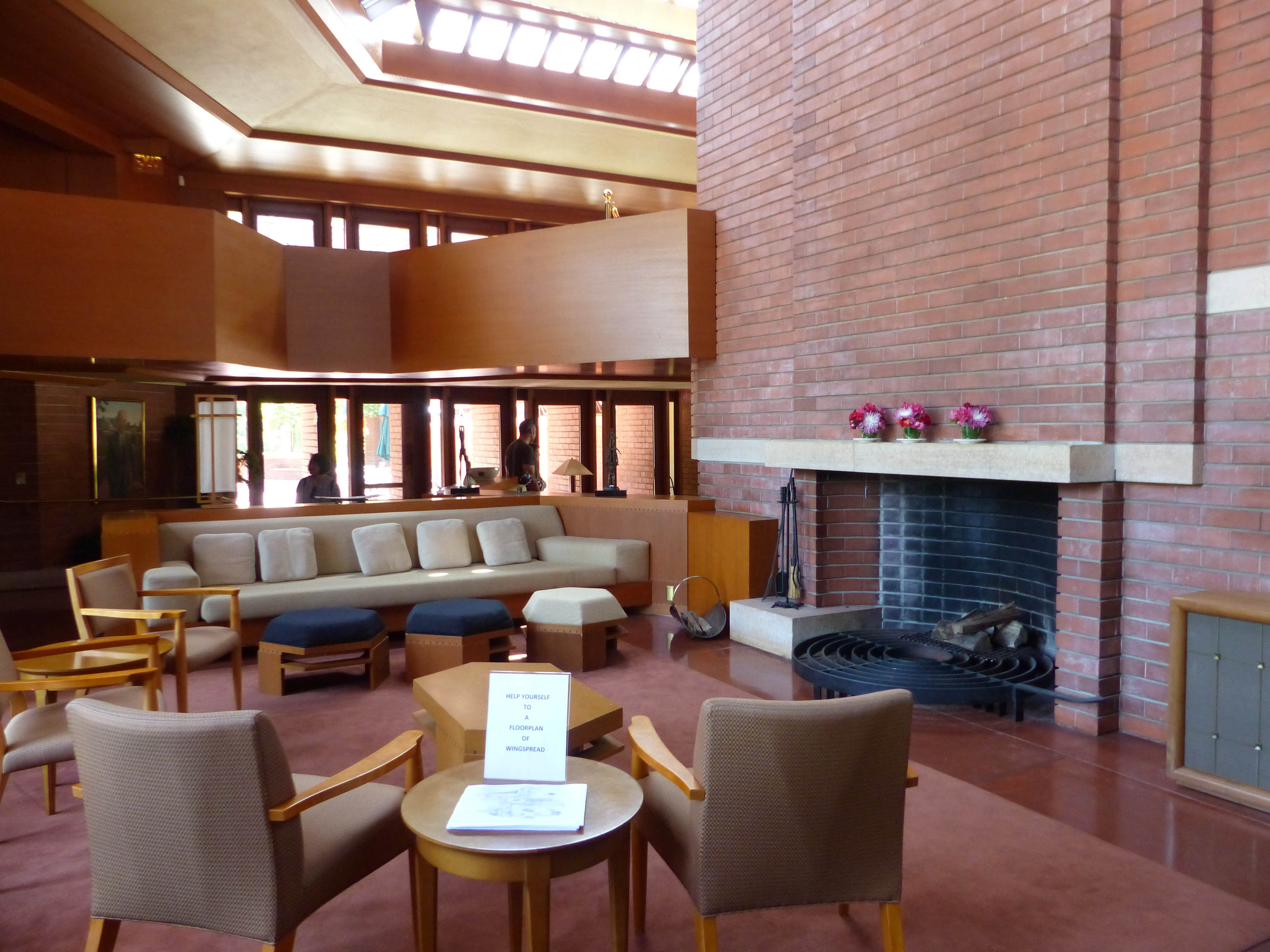
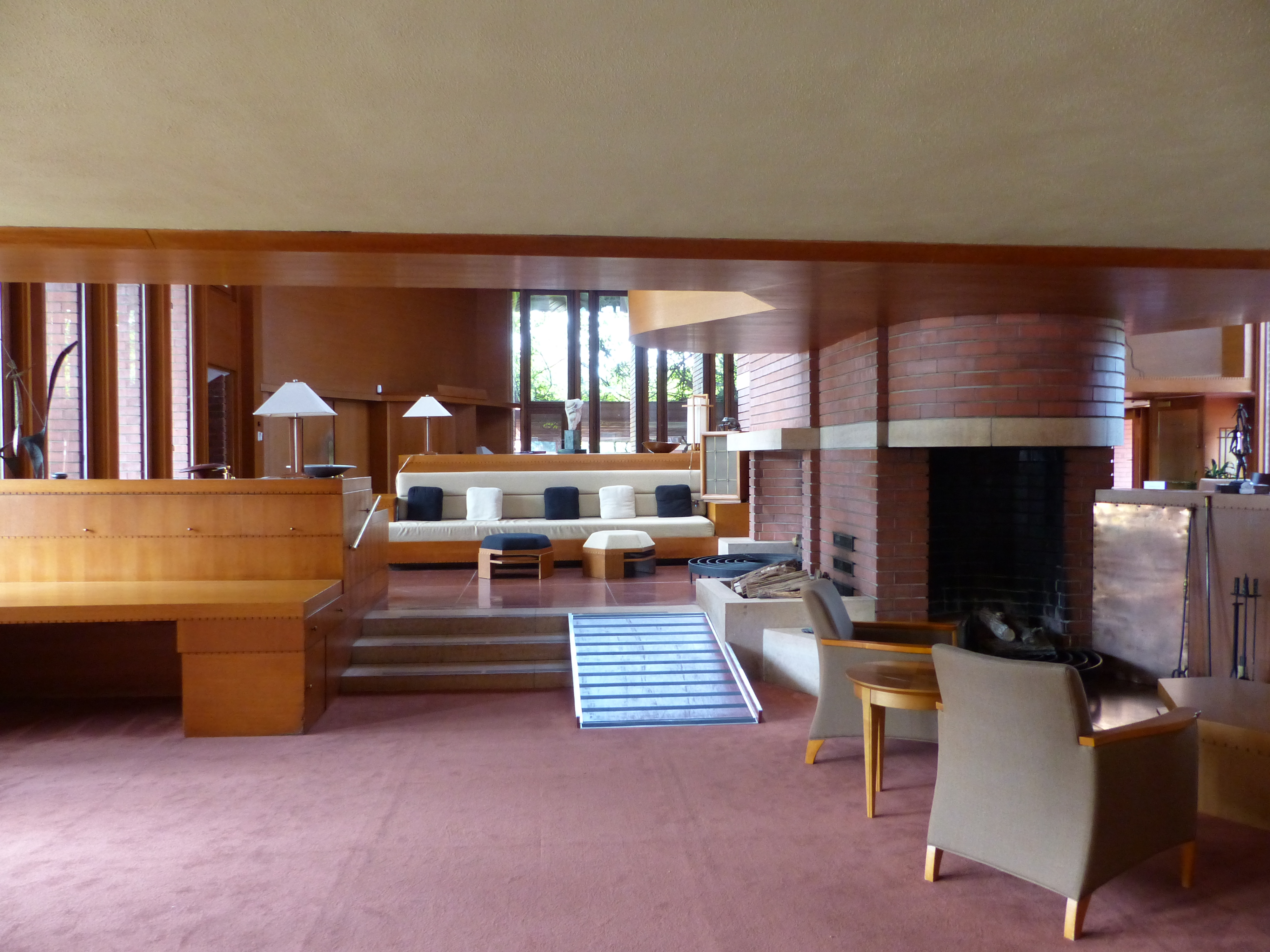

Elle est structurée autour d'un grand hall central de vie, en forme de dôme octogonal, et de quatre ailes déployées (Wingspread) inspirées de celles d'un moulin à vent, dédiées aux parents, aux enfants, au service, et aux invités, aménagés avec de nombreux meubles intégrés de Wright,,.
La famille Johnson en fait don à la Fondation Johnson en 1959, en tant que centre de conférence éducatif international, ouvert au public pour des visites,,. 

## Villas usonia de Frank Lloyd Wright
Cette villa est une des villas usonia Prairie School les plus importantes et emblématiques de Frank Lloyd Wright, avec entre autres Taliesin East (1911), Taliesin West (1937) et Maison sur la cascade (1939), ainsi que ses villas Robie House (1909), villa Hanna-Honeycomb (1937), Bernard Schwartz House (1939), Rosenbaum House (1939), Charles Manson House (1941), Villa Weltzheimer-Johnson (1949), Villa Melvyn Maxwell et Sara Stein Smith (1950), Alvin Miller House (1951), Laurent House (1951), Zimmerman House (1951)... 